# زندان مرکزی ولادیمیر

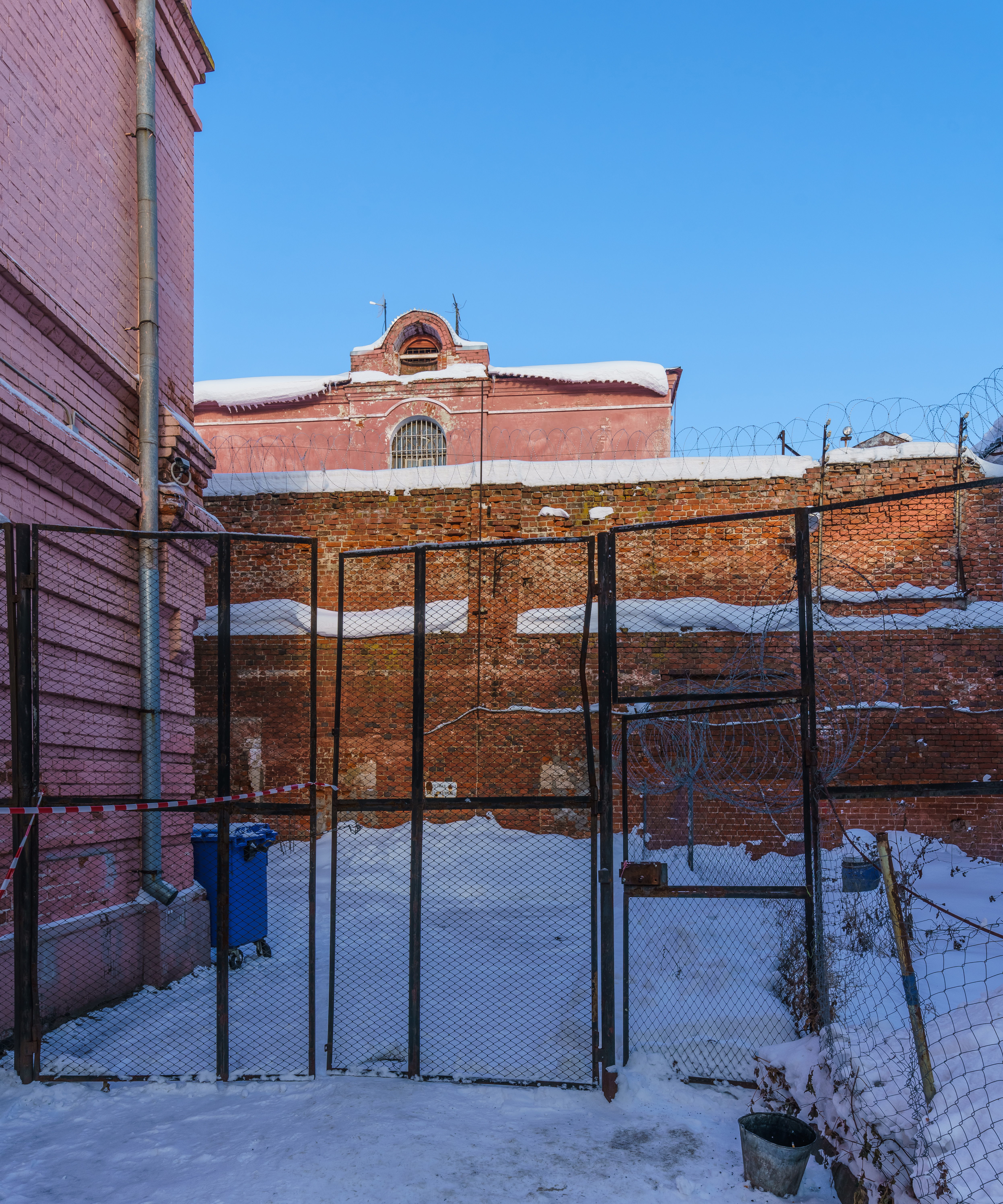

زندان مرکزی ولادیمیر (روسی: Владимирский централ) زندانی برای مجرمین خطرناک در شهر ولادیمیر روسیه است.این زندان در سال ۱۷۸۳ میلادی بازگشایی شد.